# Enoplognatha quadripunctata
Enoplognatha quadripunctata es una especie de araña araneomorfa del género Enoplognatha, familia Theridiidae. Fue descrita científicamente por Simon en 1884.
Habita en el Mediterráneo.